# Maza

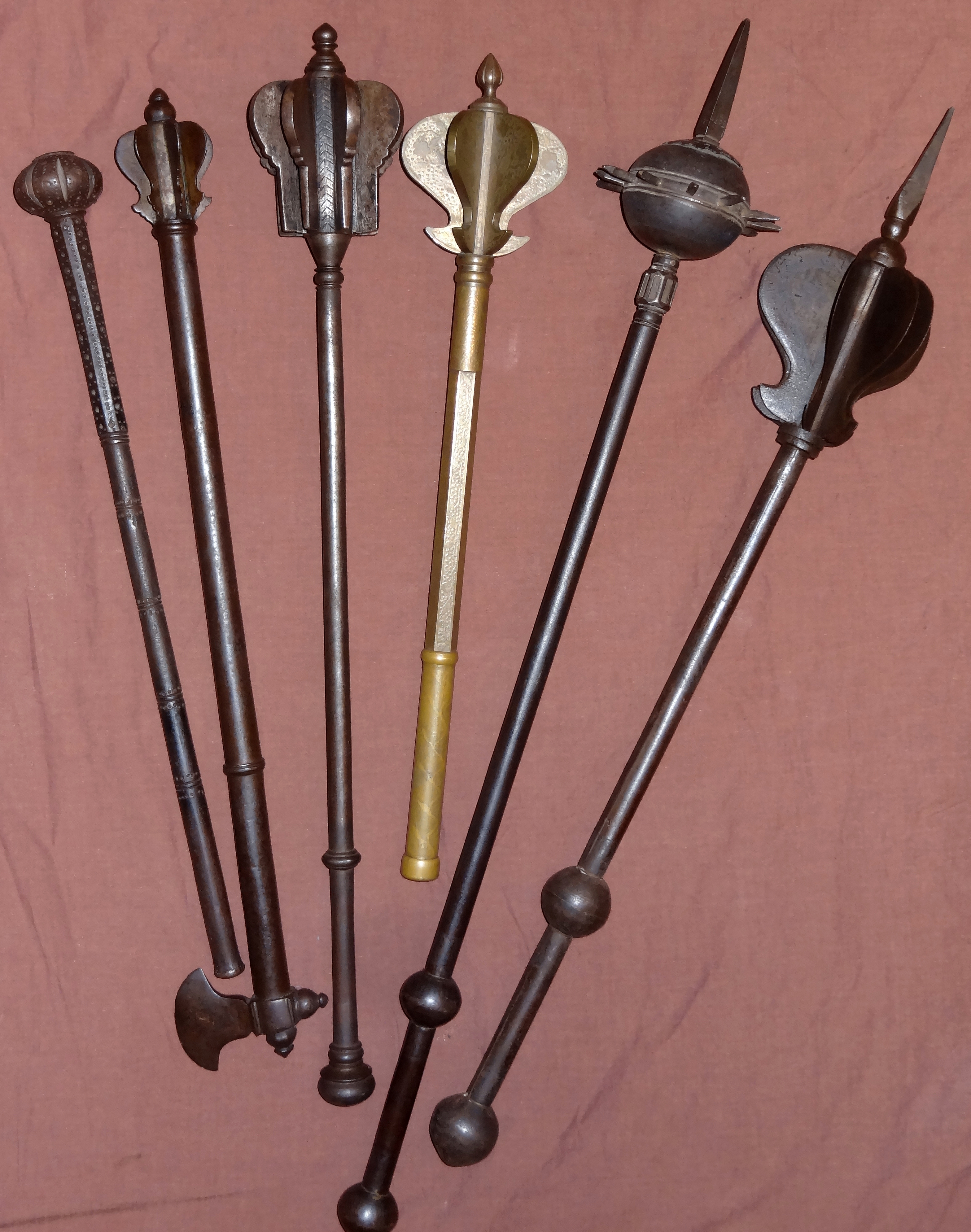
Varias mazas

La maza al principio era una simple vara o garrote con un extremo más corto en el que se engastaba la roca que constituía la parte pesada y contundente. Con el paso de los siglos evolucionó a las típicas armas totalmente metálicas, cuya cabeza de armas disponía de trinchadoras "cuchillas" o "aletas", repartidas geométricamente, a la que se denominó maza de armas por su finalidad militar. Esta cabeza de armas solía estar hecha de materiales más pesados o baratos, como el bronce, plomo o hierro, reforzándose luego con cuchillas aceradas y dando al conjunto formas hexagonales, octogonales, etc.

## Historia

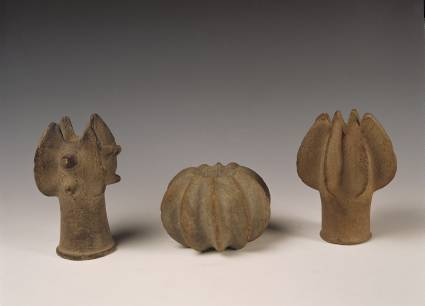
Cabezas de porra del Formativo andino, hechas en piedra

La maza es una de las armas más duras y primitivas que acompañó al hombre desde la primera utilización de herramientas, ya sea en forma de garrotes o de mazas primitivas. También han existido mazas ceremoniales que se muestran como símbolos de poder. También en la actualidad pueden verse exhibidas en actos académicos o parlamentarios y en rituales cívicos o procesiones.

### De la Edad de Piedra a la de Bronce
El uso de la maza como arma de guerra se remonta a la época prehistórica. Fue utilizada por las civilizaciones antiguas desde la prehistoria hasta bien entrada la Edad del Bronce, aunque cayó en desuso por la evolución de las armas defensivas. Al ser un arma muy simple, solo las "cabezas" de piedra de estas épocas —que estaban muy bien pulidas— han perdurado, pues dada la proximidad entre las hachas paleolíticas y el concepto de maza —ambas utilizaban piedras afiladas o talladas— eran muy parejos, la mayoría de los restos caen en la categoría de hachas. Dentro de esta época se puede destacar el gran trabajo de pulido del Antiguo Egipto de rocas muy duras con forma "esférica" o de "pera". De esta época son las "cabezas de mazas ceremoniales" de Horus Escorpión, gobernante predinástico, y de Narmer, el primer faraón del Antiguo Egipto.
En América, los guerreros mochicas usaban porras de punta cónica y mango largo. Estas eran hechas de madera y forradas con cobre. En el caso de los altos jerarcas moches, eran forradas con tumbaga. Durante el Imperio incaico, se estandarizó el uso de mazas cuyas cabezas pesaban un aproximado de 1 kilogramo. Así, se reducía intencionalmente la letalidad de las mismas para maximizar la proporción de heridos cuyas gráficas lesiones constituían un vivo testimonio de las represalias incas. Con eso se pretendía infundir un efecto psicológico para disuadir cualquier posible desafío al Incanato.

### Edad Antigua
En las culturas "clásicas" (Grecia y Roma) el uso de mazas parece estar en un segundo plano. Dado que las técnicas de guerra de las infanterías de ambas culturas se acercaban más al de las falanges griegas, las armas enastadas fueron las primarias. Solo a partir de la disgregación del Imperio romano, se tiene constancia de que su uso vuelve en forma de mazas de caballería, al menos en Bizancio. El resto de los pueblos denominados "bárbaros" siguieron empleando mazas, aunque algunas ya pasaron a ser largas e incluso a dos manos.

### Edad Media
El resurgir de esta arma llegó en la Edad Media, a juzgar por algunos monumentos figurativos donde se representan jinetes empuñando dicha arma como en el Tapiz de Bayeux (siglo XI), donde se puede apreciar que las mazas comienzan a tener formas muy especializadas y pasan a ser completamente metálicas. Además, desde el (¿siglo XII?), se transformó en insignia de ceremonia y símbolo de poder (para la que ya había servido también en épocas pasadas) llegándose a transformar en armas de "parada". Tanto los reyes, emperadores, como la alta jerarquía eclesiástica usaban mazas como objeto de representación del poder. Por ello incluso las Órdenes Militares de la Iglesia usaban mazas en ciertas épocas en lugar de armas de tajo y punza por evitar "sangrar" a sus enemigos, lo que tenían supuestamente prohibido al ser frailes.
Su forma tradicional en esta época, la denominada maza de armas, consistía en una sencilla bola o badajo de corazón de bronce o hierro, con cuchillas o puntas, colocadas en el extremo de un corto mango totalmente metálico. Sin embargo, en los siglos XV y XVI se fabricó a manera de molinillo crespado y también en hierro.

## Tipos de mazas
- Clava: garrote o maza poco labrado, algunas veces ferrado, y en su nudo, o cabeza, pinchos y púas.
- Goedendag: maza a dos manos de Flandes que logró gran reputación en el siglo XIV.
- Kanabō: un báculo grueso de hierro o acero que se utilizaba como arma durante el Japón feudal.
- Lucero del alba: (en inglés: Morningstar, en alemán Morgenstern) subtipo de Maza de armas cuya cabeza armada tenía en su extremo una bola llena de púas en lugar del tradicional badajo con cuchillas.
- Maza de armas: versión totalmente metálica y elaborada como arma militar especializada para enfrentarse a armaduras metálicas. Algunas se caracterizaban por su capacidad de perforación gracias a sus aletas o cuchillas que salían de la cabeza de armas.
- Macana: nombre aplicado indiscriminadamente a todas las mazas y porras nativoamericanas.
- Mangual: subtipo de maza que podría tener categoría propia (Mazas de cadena). Arma que se compone de un vástago (vara) de madera a la que se le unen de 1 a 3 bolas metálicas con púas afiladas -cual erizo- unidas a la madera por cadenillas que "nunca" excedían del tercio de la longitud de la vara para no dañar al que la portaba.
- Mayal de armas: subtipo de maza a dos manos que podría tener categoría propia (Mazas de cadena). Arma derivada de la herramienta campesina que servía para desgranar. Se compone de dos maderos, uno más largo que el otro, unidos por una pequeña cadena. En pocos de los ejemplares estudiados están ferrados.
- Macuahuitl: Utilizada en la América precolombina, consistente en una maza a una o dos manos, con navajas de obsidiana o pedernal afiladas, incrustados a cada uno de sus lados.

## Galería

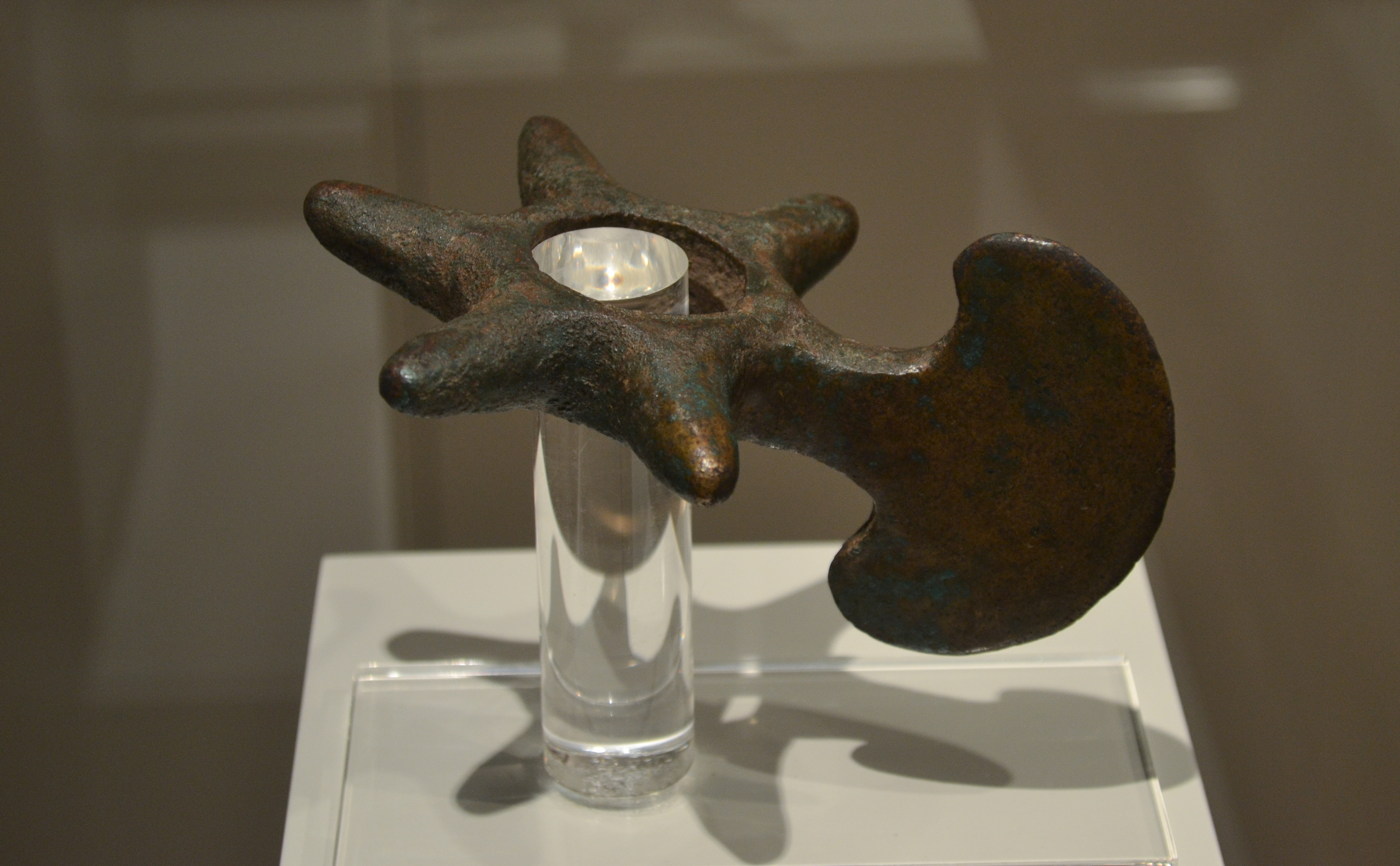
Cabeza estrellada de maza inca. Cuenta también con una hoja de hacha.
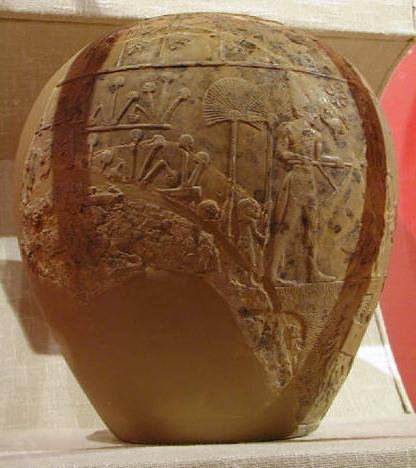
Cabeza de maza ceremonial de Horus Escorpión
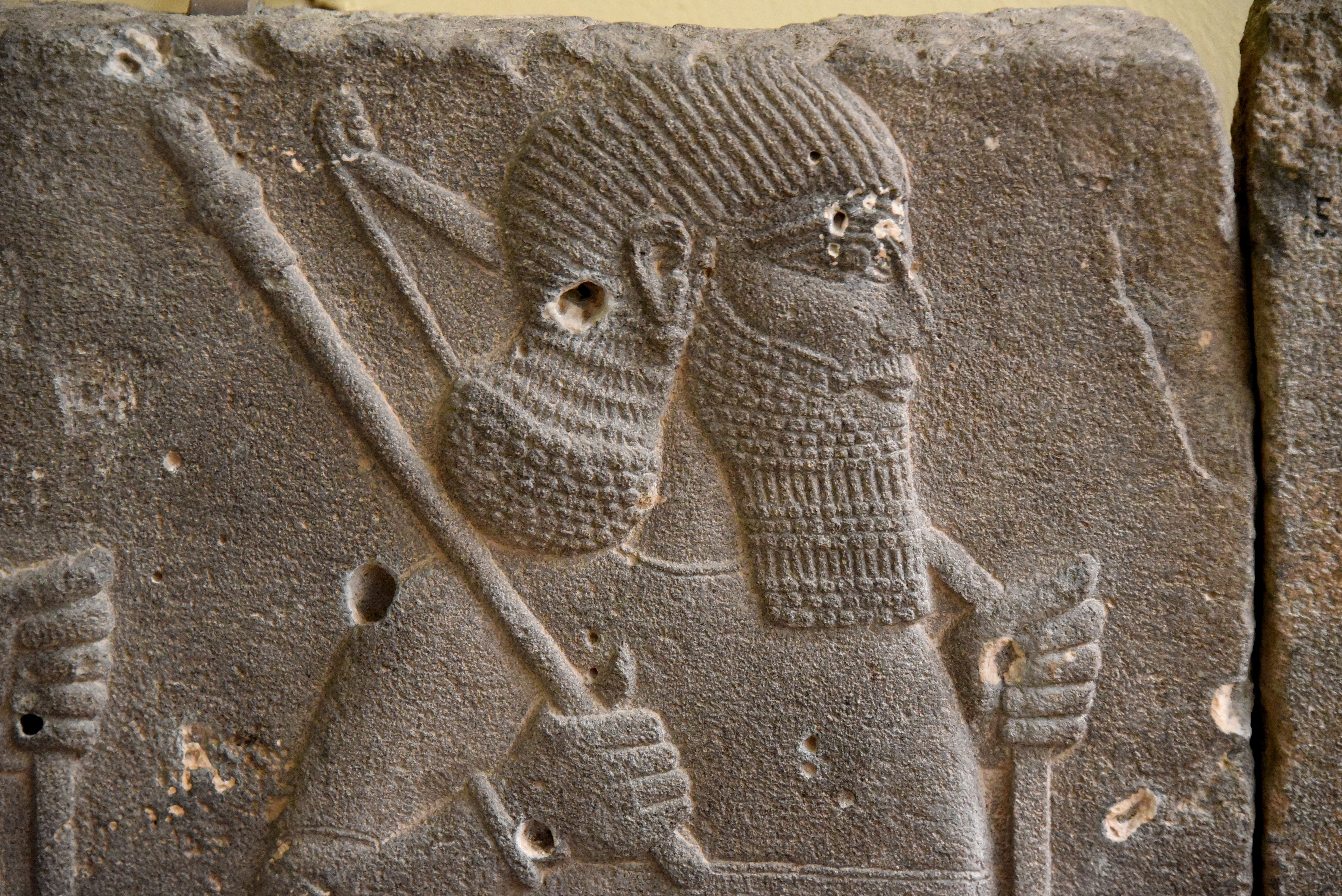
Soldado asirio con maza y arco. Palacio de Tiglath-Pileser III en Hadatu, Siria.
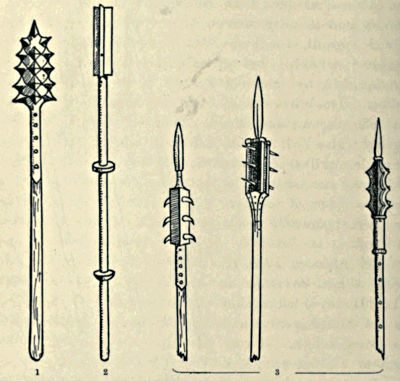
Varias mazas
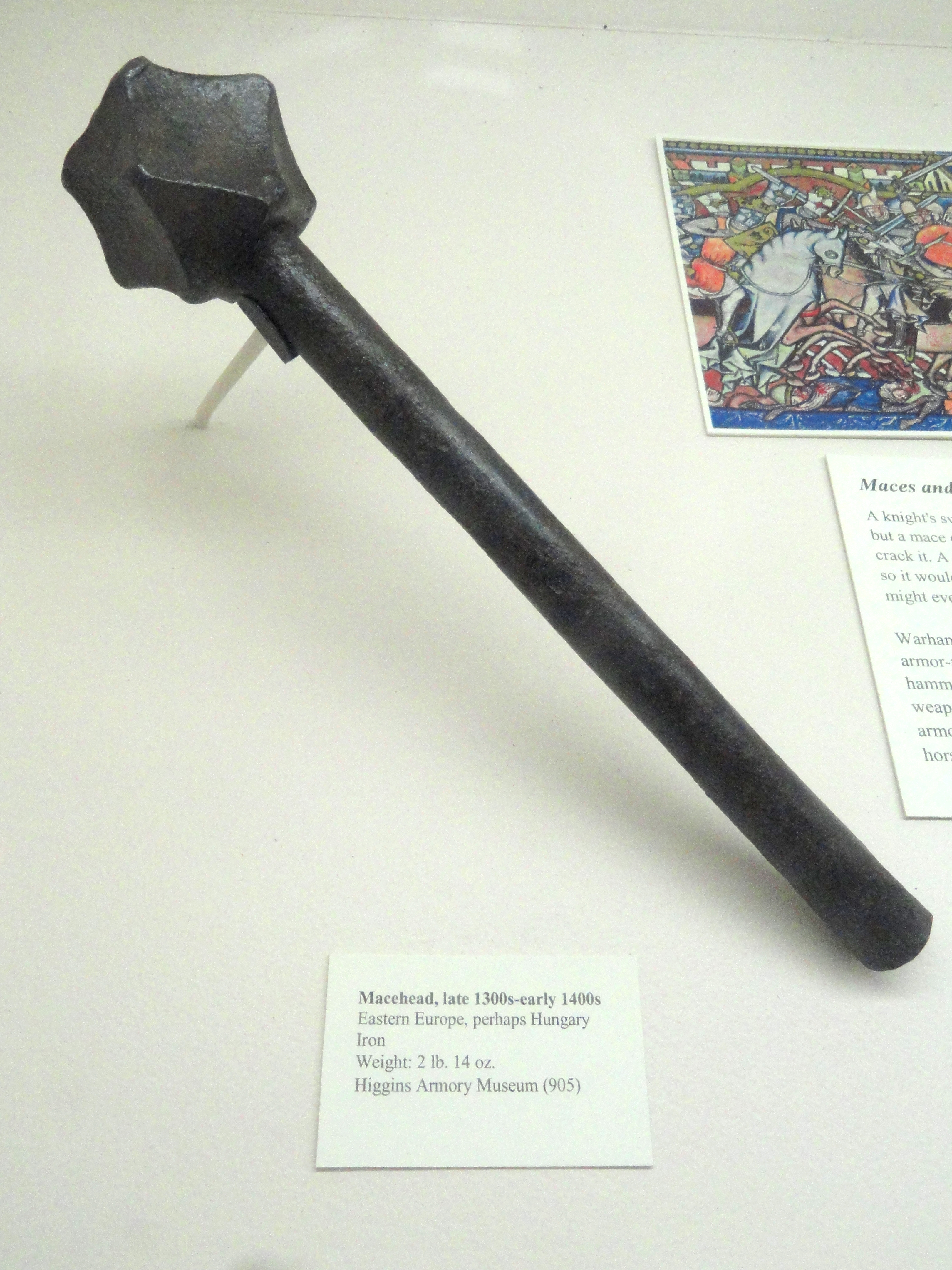
Maza de Europa Oriental
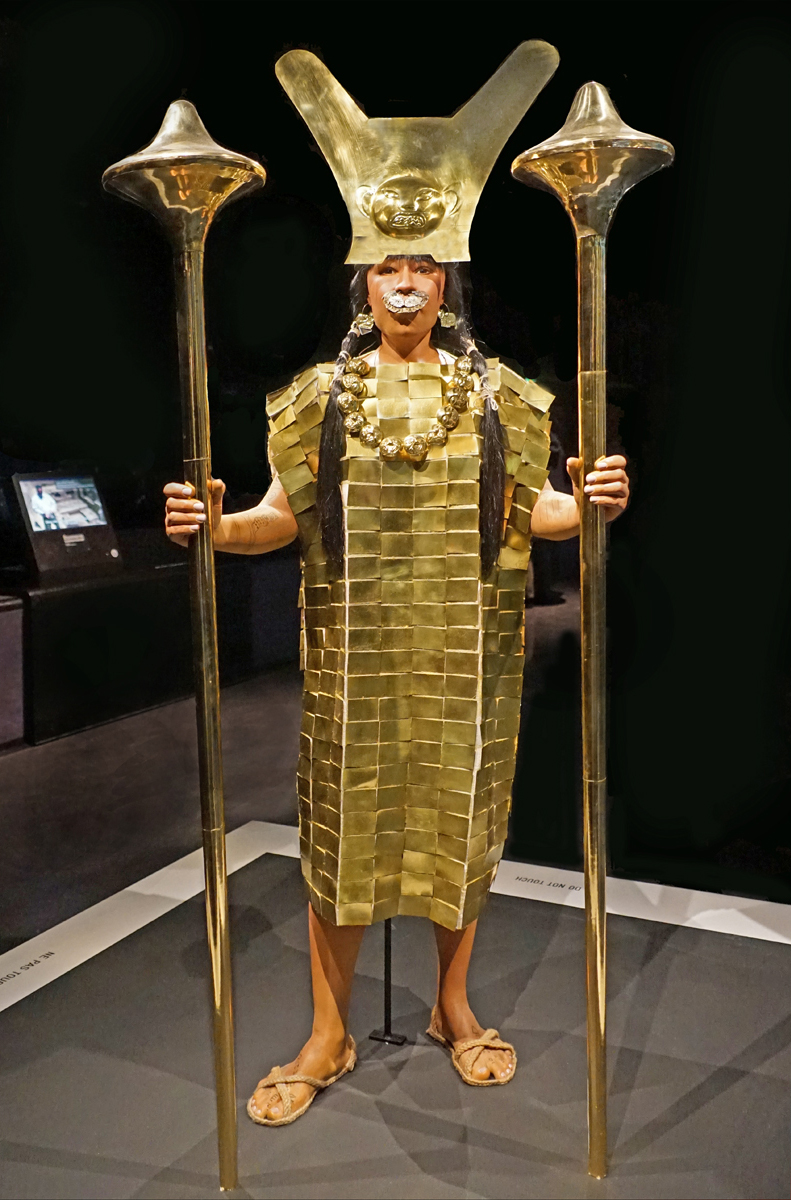
La Dama de Cao sosteniendo dos mazas ceremoniales
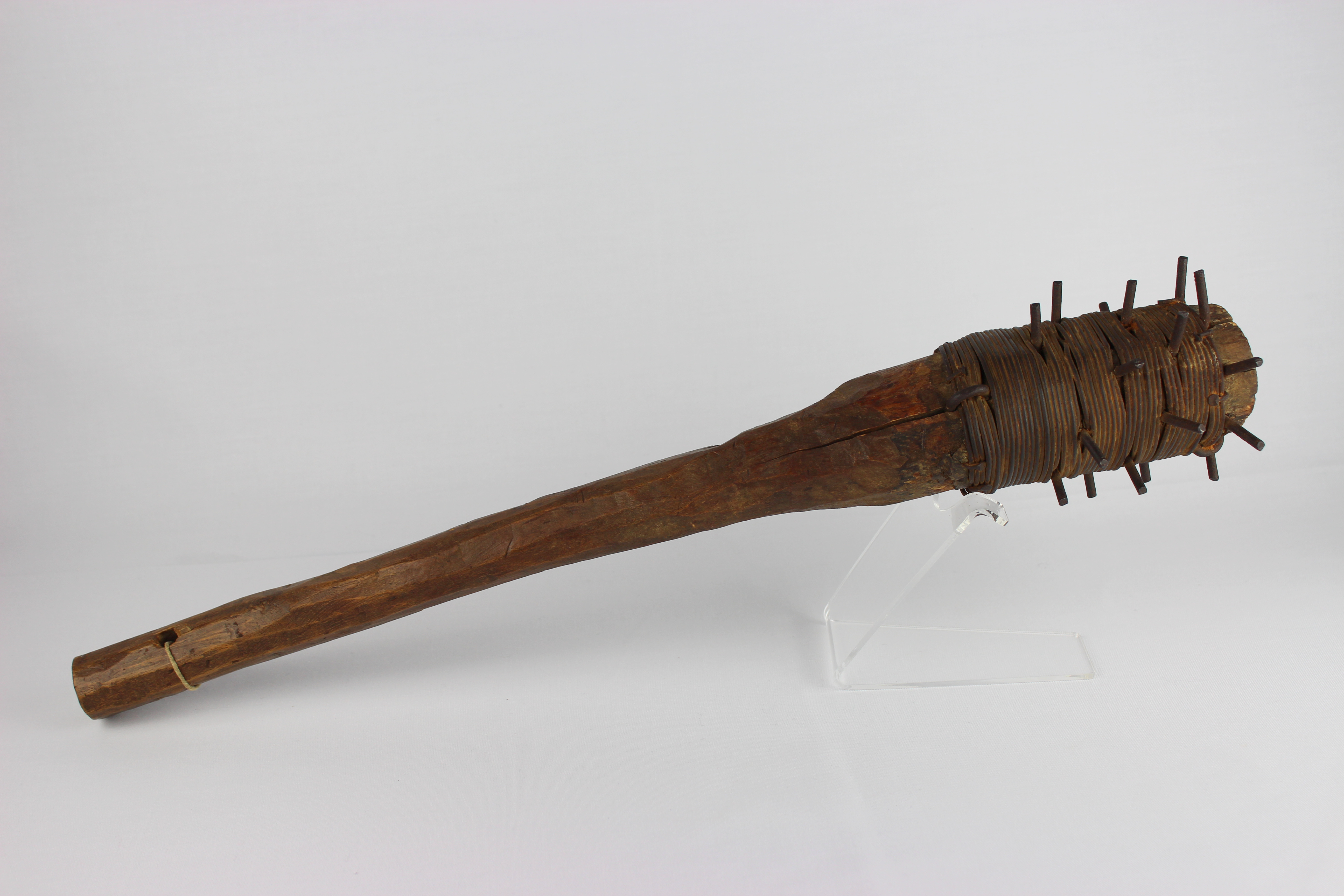
Garrote de trinchera usado en la Primera Guerra Mundial
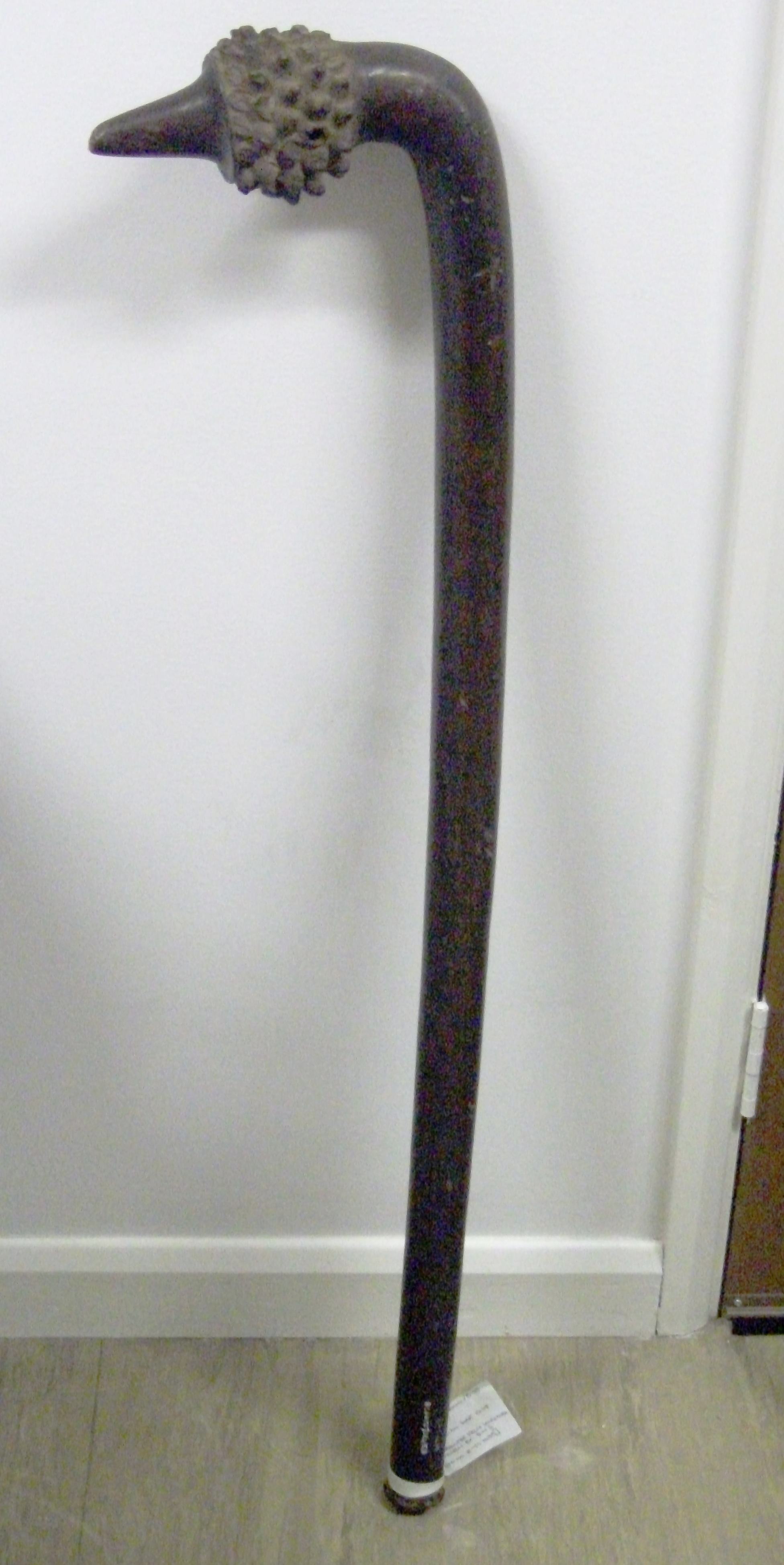
Totokia, maza tradicional de Fiyi
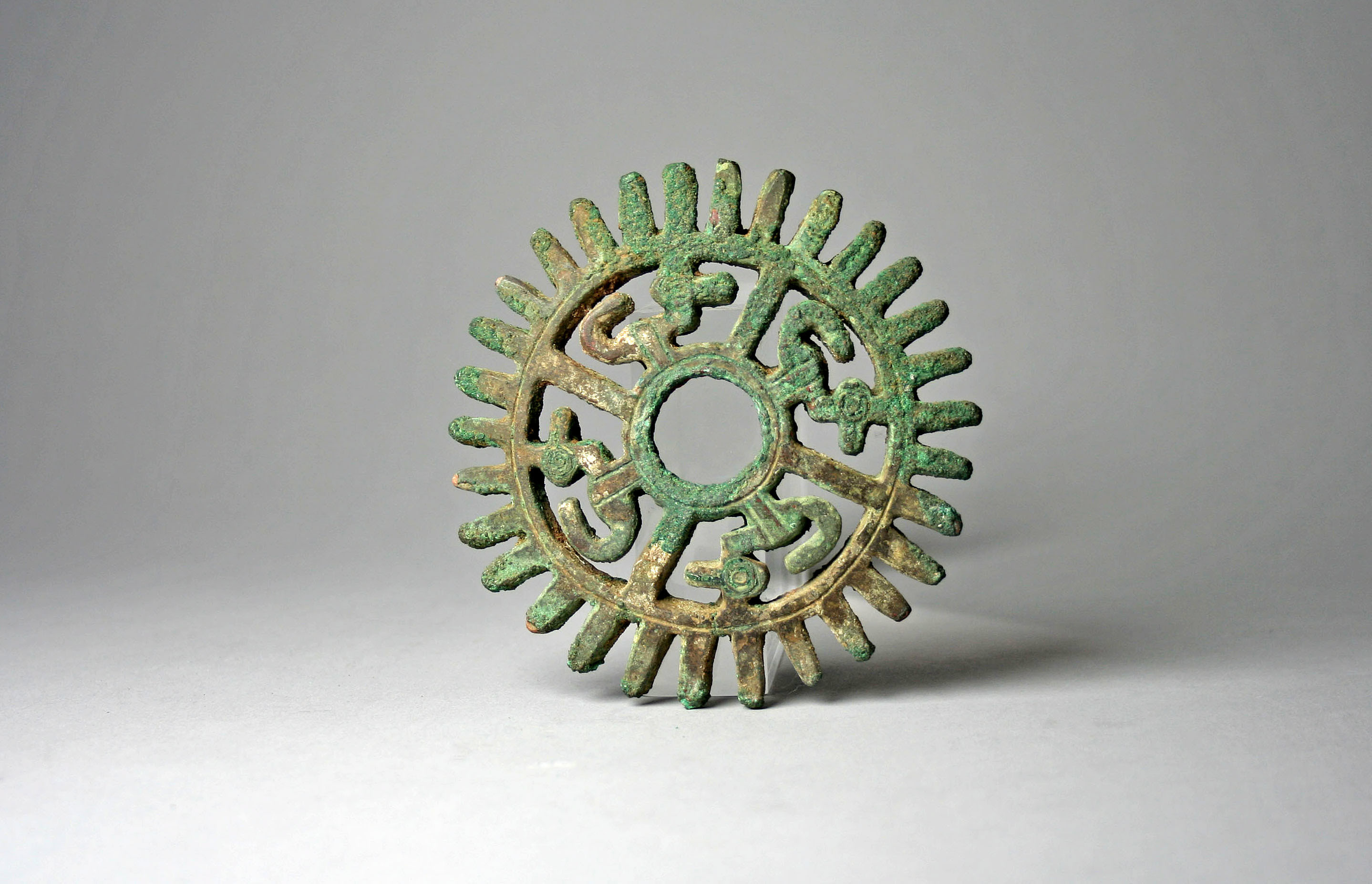
Cabeza de porra vícus
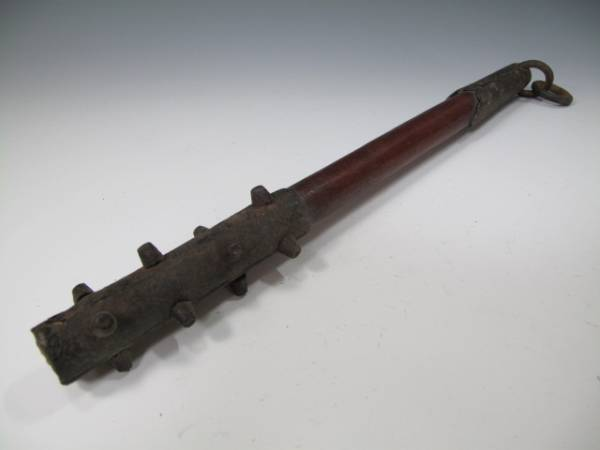
Kanabō japonés
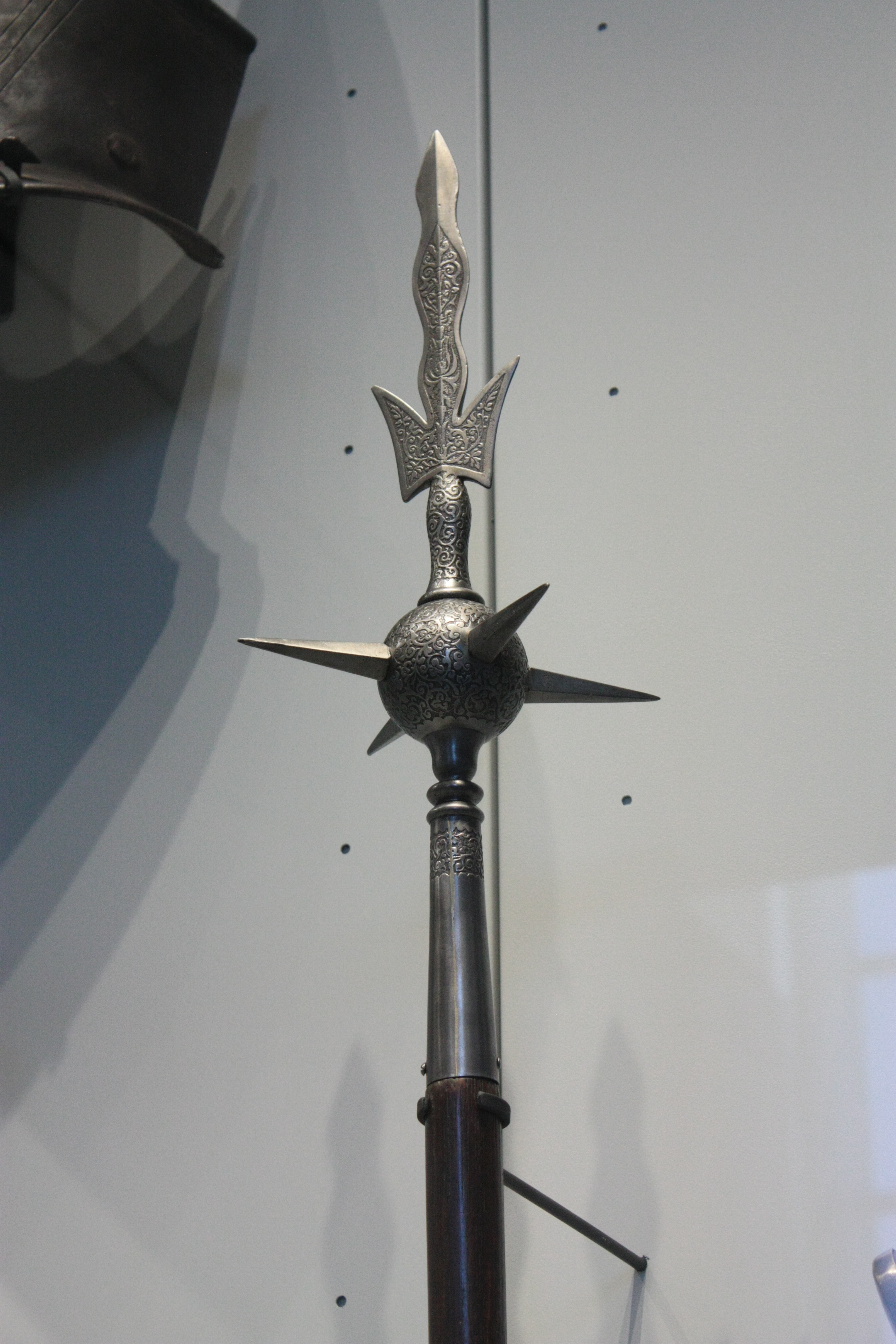
Maza de armas francesa
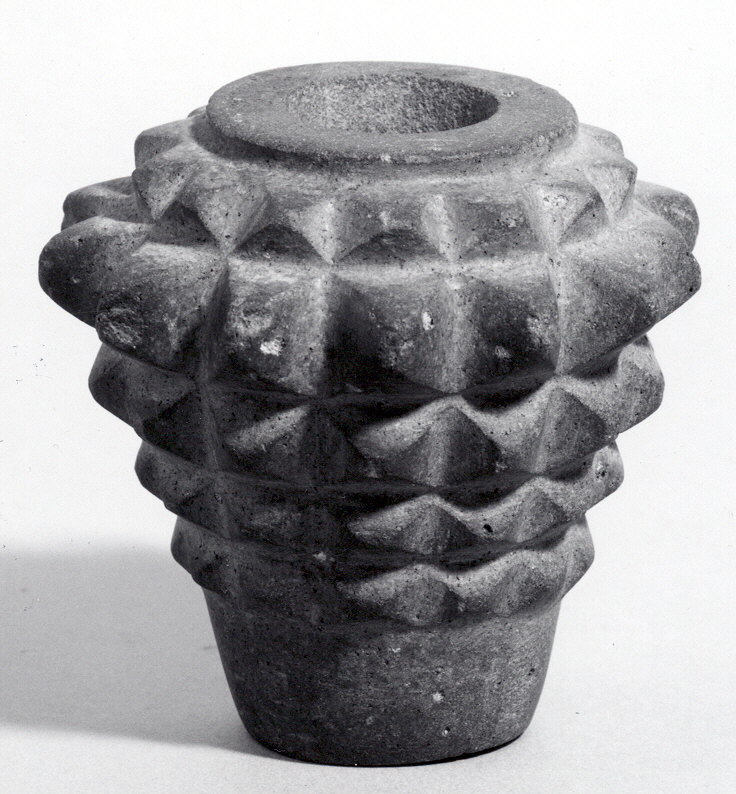
Cabeza de maza cupisnique